# Tổng ủy viên An ninh nhà nước
Tổng ủy viên an ninh nhà nước (tiếng Nga: Генеральный комиссар государственной безопасности, thường được viết gọn thành Генеральный комиссар госбезопасности) là một cấp bậc đặc biệt dành cho các lãnh đạo cao cấp nhất của NKVD / NKGB của Liên Xô từ 1935 - 1945.
Cấp bậc Tổng ủy viên An ninh nhà nước được xem là tương đương cấp bậc quân sự Nguyên soái Liên Xô (dù không được chính thức) và là cấp bậc cao nhất trong hệ thống cấp bậc an ninh. Cấp bậc thấp hơn là Ủy viên An ninh nhà nước bậc 1 (tiếng Nga: Комиссар государственной безопасности 1-го ранга).
Cấp bậc Tổng ủy viên An ninh nhà nước được thành lập đầu tiên bởi Nghị quyết của Ủy ban Chấp hành Trung ương Liên Xô và Hội đồng Dân ủy Liên Xô vào ngày 26 tháng 11 năm 1935. Cũng theo Nghị định này, Genrikh Yagoda, lãnh đạo NKVD, trở thành người đầu tiên giữ cấp bậc Tổng ủy viên An ninh nhà nước.
Ngày 9 tháng 7 năm 1945, Đoàn Chủ tịch Xô viết Tối cao Liên Xô ra sắc lệnh bãi bỏ cấp bậc Tổng ủy viên An ninh nhà nước, đồng thời, các cấp bậc an ninh được đồng hóa hoàn toàn với hệ thống cấp bậc quân sự Liên Xô.

## Danh sách các Tổng ủy viên An ninh nhà nước
Trong lịch sử, từng có 3 cá nhân giữ cấp bậc Tổng ủy viên An ninh nhà nước. Cả ba đều là Ủy viên nhân dân Nội vụ:
1. Genrikh Grigoryevich Yagoda (1891-1938), phong cấp theo Nghị quyết của Ủy ban Chấp hành Trung ương Liên Xô và Hội đồng Dân ủy Liên Xô ngày 26 tháng 11 năm 1935.
2. Nikolai Ivanovich Yezhov (1895–1940), phong cấp theo Nghị quyết của Ủy ban Chấp hành Trung ương Liên Xô và Hội đồng Dân ủy Liên Xô ngày 27 tháng 1 năm 1937.
3. Lavrentiy Pavlovich Beriya (1899-1953), phong cấp theo Sắc lệnh của Đoàn Chủ tịch Xô viết Tối cao Liên Xô ngày 30 tháng 1 năm 1941 (đến ngày 9 tháng 7 năm 1945, Beria được đồng hóa sang cấp bậc Nguyên soái Liên Xô).

Điều trớ trêu là cả ba người về sau đều bị kết án tử hình và không ai trong số họ được phục hồi danh dự.

## Cấp hiệu
Cấp hiệu Tổng ủy viên An ninh nhà nước giai đoạn 1935-1937 có dạng một ngôi sao vàng lớn được viền chỉ đỏ, xanh dương, xanh lục trên cổ tay áo đồng phục cùng tiết cổ áo nền đỏ với vạch kẻ chỉ vàng cho các lãnh đạo cấp cao của NKVD. Năm 1936, một ngôi sao lớn đã được thêm vào trên tiết cổ áo. Giai đoạn 1937-1943, cấp hiệu Tổng ủy viên An ninh nhà nước được thay thành một ngôi sao lớn ở cổ áo, tương tự cấp hiệu Nguyên soái Liên Xô, nhưng có viền theo màu sắc đặc trưng của phù hiệu an ninh nhà nước. Giai đoạn 1943-1945, cấp hiệu được thay đổi sang dạng cầu vai và có dạng giống cấp hiệu Nguyên soái Liên Xô, nhưng có khác biệt họa tiết trang trí. 

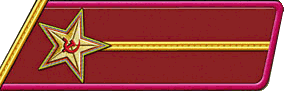
Tiết cổ áo (1936)
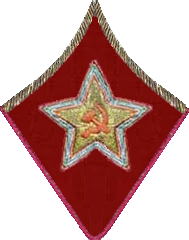
Cổ áo (1937-1943)
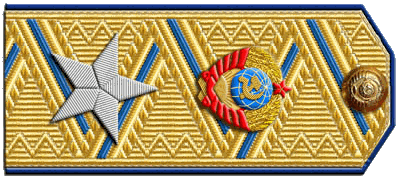
Cầu vai (1943-1945)